# سكوت هيغينبوثمان
سكوت هيغينبوثمان (بالإنجليزية: Scott Higginbotham)‏ هو لاعب اتحاد الرغبي أسترالي، ولد في 5 سبتمبر 1986 في برث في أستراليا.

## وصلات خارجية
- سكوت هيغينبوثمان على موقع سلسلة سباعيات الرغبي العالمية - رجال (الإنجليزية)
- سكوت هيغينبوثمان عل موقع إسبنسكروم (الإنجليزية)
- سكوت هيغينبوثمان على موقع ItsRugby.co.uk (الإنجليزية)